# Cornulaca setifera
Cornulaca setifera là loài thực vật có hoa thuộc họ Dền. Loài này được (DC.) Moq. mô tả khoa học đầu tiên năm 1849.